# Tharyx parvus
Tharyx parvus är en ringmaskart som beskrevs av Miles Joseph Berkeley 1929. Tharyx parvus ingår i släktet Tharyx och familjen Cirratulidae. Inga underarter finns listade i Catalogue of Life.